# Stepped on My J’z
„Stepped on My J’z” – singiel amerykańskiego rapera Nelly’ego z gościnnym udziałem Ciary.